# Кибаки, Мваи
Эмилио Стэнли Мваи Кибаки (англ. Emilio Stanley Mwai Kibaki; 15 ноября 1931[…], Gatuyaini, Британская Кения — 21 апреля 2022, Найроби) — кенийский государственный деятель, президент Кении с 30 декабря 2002 по 9 апреля 2013 года, сменил в должности предыдущего главу государства с 1978 года Дэниела арапа Мои.

## Биография
Сын крестьян из народа кикуйю. Итальянские миссионеры дали ему имя Эмилио Стэнли, но в ходе политической карьеры использовал традиционное имя Мваи Кибаки.
Образование получил в Университете Макерере в Кампале, в 1951—1955 годах. Хотел поступить на военную службу в британскую колониальную армию — подразделение Королевских африканских стрелков. Однако в это время в Кении началось восстание Мау-Мау, большинство повстанцев были кикуйю. Поэтому британские власти запретили набирать кикуйю в колониальные войска, и Кибаки на службу не взяли.
После окончания университета недолго работал на компанию «Шелл», после чего получил возможность продолжить образование в Лондонской школе экономики (до 1959 года). Вернувшись в Кению, преподавал в своей альма-матер в Кампале, однако тоже недолго, так как в 1960 году решил полностью посвятить себя политике.
Кибаки занимал должность вице-президента (1978—1988), а также ряд других высоких постов в правительстве Кении, включая посты министра финансов (1978—1981), министра внутренних дел (1982—1988) и министра здравоохранения (1988—1991).
В 2005 году Кибаки неудачно провёл референдум по созданию в стране поста премьер-министра.
В октябре 2006 года правительство обнародовало план Vision-2030, оформленный в следующем году в качестве «Стратегии восстановления экономики для всеобщего благосостояния и создания рабочих мест». Главной целью стратегии было достижение роста экономики в 10 % ВВП.
На президентских выборах 27 декабря 2007 года он одержал победу с незначительным перевесом над лидером оппозиции Раилой Одингой, что дало последнему повод оспорить результаты выборов. Это привело к погромам и межэтническим чисткам. В результате погибло более 2500 человек. При посредничестве председателя Африканского союза президента Танзании Джакайи Киквете и бывшего генерального секретаря ООН Кофи Аннана конфликт был урегулирован созданием коалиционного правительства и назначением Раилы Одинги на созданный пост премьер-министра.
В августе 2010 года была принята новая конституция. Пост премьер-министра, начиная со следующего президентского срока, ликвидировался. Избирательная комиссия была провозглашена независимой от президентской власти, ей были приданы широкие полномочия по организации выборов. Было осуществлено дробление традиционных регионов Кении на 47 округов, со своими губернаторами, сенаторами, региональными парламентами. Президентский кандидат отныне для победы должен был не только набрать более 50 % от общего числа голосов, но ещё и не менее 25 % голосов в 24 из 47 округов.
Умер 21 апреля 2022 года в возрасте 90 лет. О его смерти объявил президент Ухуру Кениата, который издал прокламацию о том, что Кибаки будут предоставлены государственные похороны со всеми гражданскими и военными почестями, и объявил период национального траура с приспущенными флагами до тех пор, пока президент Мваи Кибаки не будет похоронен.